# GIST-T1
GIST-T1是一種人類胃腸道間質瘤細胞系，最初分離自一名47歲的日本女性胃腸道間質瘤患者。它對CD34和c-KIT呈強陽性反應，但是對結蛋白、S100蛋白及α平滑肌肌動蛋白（α-Smooth muscle actin）呈陰性反應。GIST-T1細胞具有二倍體核型，不僅擁有源自1號染色體的環狀染色體、幾個不平衡易位，還有一些由兩個以上的不同染色體組成的標記染色體。當將GIST-T1細胞植入裸鼠體內時，其具有致瘤性，形成的腫瘤在顯微鏡下觀察到形態被指與原始腫瘤相似。

## 研究用途
GIST-T1細胞可以用於研究新的胃腸道間質瘤治療藥物及方案，以及成為研究早期胃腸道間質瘤發病機制的有用模型。有研究利用GIST-T1細胞進行實驗，發現磷酸肌醇3-激酶和絲裂原活化蛋白激酶抑制劑可以通過抑制FOXO1蛋白的磷酸化水平，使FOXO1蛋白向細胞核移位，抑制FOXO1因子的轉錄活性，進而降低Bcl-2的表達及促進Bax的表達，令細胞週期出現阻滯，最終促進細胞凋亡。這為胃間質瘤靶向治療藥物的研發提供一個新的方向。同時亦研究使用甲磺酸伊馬替尼（imatinib mesylate）誘導GIST-T1細胞產生耐藥性，以建立穩定的耐藥性細胞系，並且將新建立的細胞系（GIST-T1 IR）與親代細胞系的生長特性和表達譜進行比較，還初步研究胃腸道間質瘤的耐藥機制，最終為個體化腫瘤化學療法開闢新的途徑。除此之外，有研究發現Neferin可能通過上調miR-449a，進而使PI3K/AKT和Notch通路失活，以顯著抑制GIST-T1細胞的增殖和遷移能力。

## 外部連結
- Cellosaurus entry for GIST-T1（页面存档备份，存于）